# Teenage Bottlerocket
Teenage Bottlerocket est un groupe américain de rock, originaire de Laramie, Wyoming.

## Histoire
Fin 2004 et début 2005, le groupe enregistre son premier album, Total, qui contient les voix de Ray et de Kody. Après la sortie de Total, les Groovie Ghoulies remarquent le groupe et lui offrent une place sur la scène Space Station du Vans Warped Tour. Peu après, les Ghoulies décident d'abandonner le Warped Tour, et s'embarquent avec Bottlerocket, et The Teenage Harlets sur le Teen Kicks Tour 2005. Le groupe jouera ensuite avec The Methadones, Chixdiggit, et The Mr. T Experience. À la fin de 2005 et au début de 2006, le groupe s'embarque dans sa tournée européenne Vacation Tour. Au milieu de l'année 2006, Bottlerocket se lance dans une nouvelle tournée nationale, cette fois avec les Epoxies. Toujours en 2006, Ray passe à la seconde guitare lorsque Miguel Chen le rejoint en tant que bassiste.
Deux sorties ont lieu en 2011. En mars, Red Scare publie le premier album du groupe, Another Way, sur CD pour la première fois dans une édition de luxe avec d'autres titres précédents uniquement en vinyle. En avril, Fat Wreck Chords sort un EP, Mutilate Me, la deuxième sortie du groupe sur Fat Wreck qui inclut une reprise de Bad Religion. En 2012, le groupe sort son cinquième album studio, Freak Out !, toujours sur Fat Wreck Chords et en 2013, après une longue tournée européenne avec Volbeat et Iced Earth, le groupe sort un EP à thème allemand nommé American Deutsch Bag. Volbeat reprend la chanson Rebound du groupe sur leur album Seal the Deal and Let's Boogie.
Début 2019, le groupe annonce la sortie de son premier nouvel album studio depuis le décès de Brandon, Stay Rad!, qui sort sur Fat Wreck Chords le 15 mars 2019. Deux singles sont sortis pour l'album ainsi que les vidéos musicales qui les accompagnent ; I Wanna Be a Dog le 22 août 2019 et Everything to Me le 21 février 2019.
Le 14 juin 2021, le groupe annonce un clip pour leur nouvelle chanson Ghost Story qui sort le 17 juin. Le jour de la sortie du clip, ils annoncent également leur nouvel album à venir Sick Sesh! qui sortira le 27 août 2021 sur Fat Wreck Chords. Un autre single, Never Sing Along, sort le 26 juillet 2021. En soutien à l'album, le groupe part en tournée de juin à novembre de la même année avec The Last Gang et Broadway Calls.
Le 18 avril 2025, le groupe annonce sa signature officielle chez Pirates Press Records, et la sortie de son dixième album studio, Ready to Roll, le 12 septembre de la même année.

## Discographie

### Albums studio
- 2003 : Another Way
- 2005 : Total
- 2008 : Warning Device
- 2009 : They Came from the Shadows
- 2012 : Freak Out!
- 2015 : Tales from Wyoming
- 2017 : Stealing The Covers
- 2019 : Stay Rad!
- 2021 : Sick Sish!
- 2025 : Ready To Roll

### EP
- 2002 : A-Bomb
- 2011 : Mutilate Me
- 2013 : American Deutsch Bag
- 2017 : Goin' Back To Wyo
- 2019 : Teenage Bottlerocket vs. Human Robots
- 2023 : So Dumb